# قائمة البعثات الدبلوماسية في بنما

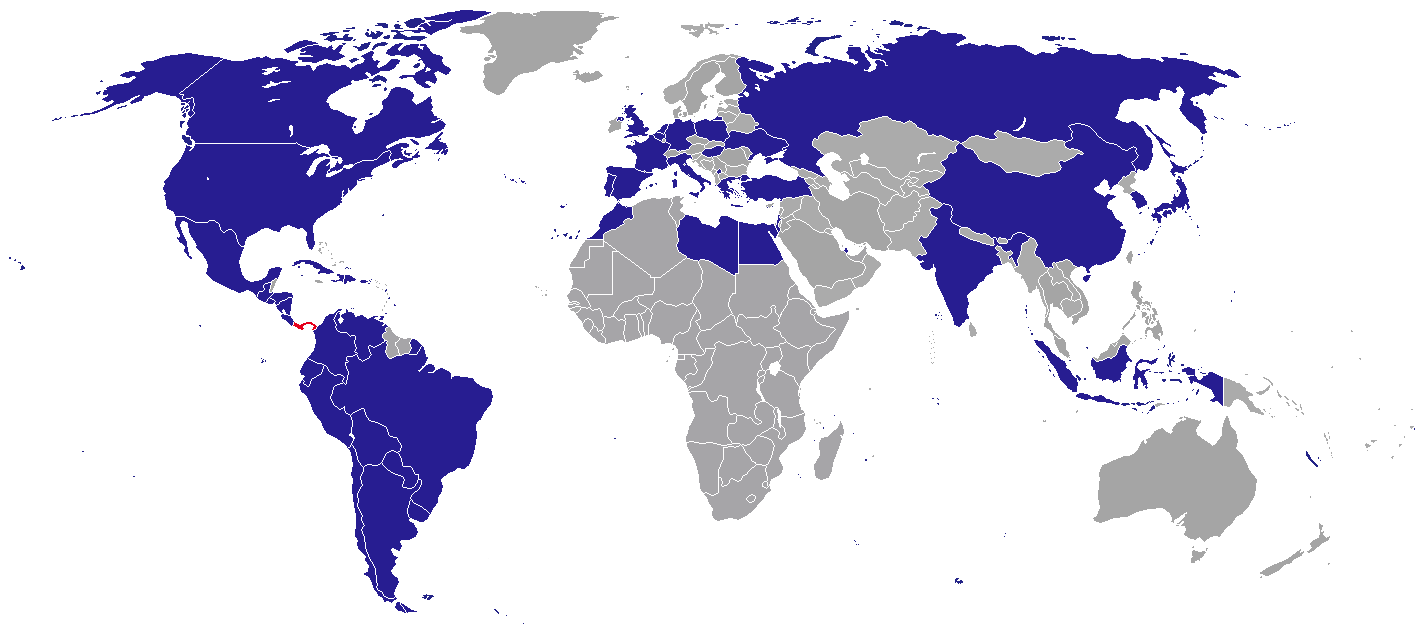
خريطة البعثات الدبلوماسية في بنما

هذه قائمة بالبعثات الدبلوماسية في بنما . ويوجد حاليا 49 سفارة في بنما (مدينة).

## البعثات الدبلوماسية فيبنما (مدينة)

### السفارات
- الأرجنتين
- باربادوس[1]
- بلجيكا
- بوليفيا
- البرازيل
- كندا
- تشيلي
- الصين
- كولومبيا
- كوستاريكا
- كوبا
- جمهورية الدومينيكان
- الإكوادور
- مصر
- السلفادور
- فرنسا
- ألمانيا
- غواتيمالا
- هايتي
- الكرسي الرسولي
- هندوراس
- الهند
- إندونيسيا
- إسرائيل
- إيطاليا
- اليابان
- كوسوفو
- ليبيا
- المكسيك
- المغرب
- هولندا
- نيكاراغوا
- باراغواي
- بيرو
- بولندا
- البرتغال
- قطر
- روسيا
- الجمهورية العربية الصحراوية الديمقراطية[2]
- كوريا الجنوبية
- فرسان مالطا
- إسبانيا
- ترينيداد وتوباغو
- تركيا
- الإمارات العربية المتحدة
- المملكة المتحدة
- الولايات المتحدة
- الأوروغواي
- فنزويلا

### بعثات أو وفود أخرى
- الاتحاد الأوروبي (تفويض) [3]
- المجر (مكتب السفارة)[1]
- منظمة الدول الأمريكية (مكتب تمثيلي) [4]

## القنصليات

### كولون (بنما)
- كولومبيا

### ديفيد
- كوستاريكا

### جاكيه
- كولومبيا

### بويرتو أوبالديا
- كولومبيا

## السفارات غير المقيمة
مقيمين في بوغوتا، كولومبيا
- النمسا [1]
- التشيك [1]
- الدنمارك [1]
- فنلندا [1]
- جورجيا [1]
- المجر [1]
- إيرلندا [1]
- إيران
- لبنان
- النرويج [1]
- رومانيا [1]

مقيمين في هافانا، كوبا
- أنغولا[1]
- بنين [5]
- بوركينا فاسو [1]
- كمبوديا [1]
- جمهورية الكونغو [1]
- الكونغو كينشاسا
- جيبوتي [1]
- غينيا [1]
- غينيا بيساو [1]
- ساحل العاج
- لبنان [1]
- ناميبيا [1]
- سريلانكا[6]

مقيمين فيمدينة مكسيكو، المكسيك
- أرمينيا[7]
- الجزائر [1]
- أستراليا [1]
- بنغلاديش [1]
- بلغاريا [1]
- اليونان [1]
- جورجيا [1]
- جامايكا [1]
- الأردن [1]
- كازاخستان [1]
- نيجيريا [1]
- نيوزيلندا [1]
- باكستان [1]
- الفلبين
- سلوفاكيا [1]
- جنوب أفريقيا [8]
- صربيا[1]
- تايوان
- أوكرانيا[1]
- أوزبكستان
- فيتنام

مقيمين في واشنطن العاصمة، الولايات المتحدة
- البانيا[1]
- كرواتيا[1]
- جمهورية إفريقيا الوسطى
- غينيا الاستوائية [1]
- إثيوبيا
- غرينادا [1]
- موريشيوس
- ميانمار [1]
- نيبال [1]
- سيراليون
- سلوفينيا [1]
- السودان
- سورينام [1]
- تركمانستان

مقيمين في نيويورك، الولايات المتحدة
- أندورا [1]
- جزر القمر
- غيانا [1]
- قرغيزستان
- جزر المالديف
- توغو
- طاجيكستان
- أوغندا
- فانواتو
- زيمبابوي
- زامبيا

مقيمين في مكان آخر 
- بيلاروسيا (كيتو) [1]
- بليز (غواتيمالا (مدينة)) [1]
- أيسلندا (أوتاوا) [1]
- الكويت (كاراكاس) [1]
- مالاوي (برازيليا)
- ماليزيا (ليما) [1]
- سان مارينو (روما) [1]
- المملكة العربية السعودية (ليما) [1]
- سنغافورة (سنغافورة) [1]
- السويد (مدينة غواتيمالا) [1]
- سويسرا (سان خوسيه (كوستاريكا)) [1]
- تايلاند ([سانتياغو]]) [1]